# نقشی در مه
نقشی در مه دومین رمان انگلیسی زبان رمان‌نویس مالزیایی Tan Twan Eng است که اولین بار در ژانویه ۲۰۱۲ منتشر شد. این کتاب از شخصیت اصلی تئهون یونگ پیروی می‌کند، که در زمان جنگ جهانی دوم زندانی ژاپنی‌ها بود و بعداً قاضی رسیدگی به پرونده‌های جنایات جنگی شد. وی پس از جنگ به دنبال ایجاد باغی به یاد خواهرش که با او زندانی گشت اما زنده نماند بود، سرانجام به مدت چند ماه به عنوان شاگرد یک باغبان ژاپنی در مناطق کمرون هایلندز خدمت می‌کند. با شروع داستان، سال‌ها بعد، او در تلاش است تا زندگی و تجربیات خود را درک کند.
این رمان در سه دوره زمانی مختلف اتفاق می‌افتد: اواخر دهه ۱۹۸۰، وقتی شخصیت اصلی دوره شاگردی خود را برای باغ ژاپنی شروع می‌کند و آغاز به نوشتن خاطرات خود می‌کند. اوایل دهه ۱۹۵۰، زمانی که وقایع اصلی رمان اتفاق افتاد؛ و جنگ جهانی دوم که زمینه داستان را فراهم می‌کند.
استقبال منتقدان از کتاب به‌طور کلی مطلوب بود. در فهرست کوتاه جایزه ادبی من بوکر قرار گرفت و جایزه ادبی مرد آسیا و جایزه والتر اسکات را برای داستان‌های تاریخی دریافت کرد. این فیلم در یک فیلم سینمایی اقتباس شده‌است که در سال ۲۰۱۹ اکران شد.

## ترجمه
این کتاب توسط شادی امیرافشاری به فارسی برگردانده شده و نشر خوب آن را به چاپ رسانده‌است.